# Strepera versicolor
El verdugo cenizo (Strepera versicolor) es una especie de ave paseriforme de la familia Artamidae, nativo del sur de Australia y Tasmania. 
Es una de las tres especies de verdugos en el género Strepera, está estrechamente relacionado con los verdugos del género Cracticus y la urraca australiana de la familia Artamidae. 
Es un aves de alrededor de 48 cm de largo en promedio, tiene iris amarillos, pico fuerte y plumaje oscuro —con color blanco bajo la cola y los parches alares—. 
Macho y hembra son similares en apariencia. Se reconocen seis subespecies que se distinguen en general por el color del plumaje, que va de gris pizarra para la subespecies de Nueva Gales del Sur, el este de Victoria y la subespecie plumbea de Australia Occidental, a hollín negro para el arguta de Tasmania y la subespecie halmaturina de la isla Canguro. Todos los verdugos grises tienen un sonido fuerte distintivo o grito tintineando.
Dentro de su gama, el verdugo gris es generalmente sedentario, aunque es un visitante invernal en el extremo sureste de Australia. Comparativamente poco estudiado, gran parte de su comportamiento y hábitos son poco conocidos. Es omnívoro, tiene una dieta que incluye una variedad de bayas, invertebrados y pequeños vertebrados.
Es menos arbóreo que el verdugo pío (Strepera graculina), el verdugo gris pasa más tiempo buscando alimento en el suelo. 
Anida en árboles altos, lo que ha limitado el estudio de sus hábitos de cría. 
A diferencia de su pariente más común, no se ha adaptado a los impactos humanos y ha disminuido en gran parte de su área de distribución. Su hábitat incluye todo tipo de áreas forestales, así como matorrales en las partes más secas del país.

## Taxonomía y nomenclatura
El verdugo gris fue descrito por primera vez en 1801 como Corvus versicolor por el ornitólogo John Latham. El nombre específico versicolor significa «de colores variables» en latín. Era conocido por los Ramindjeri de Encounter Bay como Wati-eri, que significa «a escondidas». Kiling-kildi era un nombre derivado de la llamada utilizado por los aborígenes de la parte baja del río Murray.
Junto al verdugo pio (S. graculina) y el verdugo fuliginoso (S. fuliginosa) forman el género Strepera. Aunque tiene aspecto y hábitos de cuervo, están lejanamente relacionado con los cuervos verdaderos, y en su lugar se relacionan con la urraca australiana y el género Cracticus. Las afinidades de los tres géneros fueron reconocidos desde el principio y fueron colocados en la familia Cracticidae por el ornitólogo John Albert Leach en 1914, después de haber estudiado su musculatura. Los ornitólogos Charles Sibley y Jon Ahlquist reconocieron la estrecha relación entre los artamos y los verdugos y en 1985 los combinan en el clado Cracticini, que más tarde se convirtió en la familia Artamidae.

### Subespecies
Existen seis subespecies que se distribuyen en el sur de Australia. Varían mucho en el color de su plumaje —de gris a negro hollín— y en la cantidad de blanco en sus alas, la mayoría en algún momento fueron consideradas especies separadas:
- S. v versicolor, la subespecie nominal, se conoce como verdugo gris, se encuentra en Nueva Gales del Sur, el Territorio de la Capital Australiana, el este y centro de Victoria, al oeste de Port Phillip y en interior del parque de los Montes Grampianos.[12]

- S. v intermedia, es de color gris-marrón se encuentra en las penínsulas Yorke y Eyre, los Gawler Ranges, montes Lofty y las zonas orientales de la gran Bahía Australiana.[12] Es la más pequeña de las seis subespecies, tiene las ala y la cola más cortas. Las aves en el sur de la península de Eyre tienen plumaje más oscuro que en las regiones del norte.[13] Fue descrito por primera vez por Richard Bowdler Sharpe en 1877 a partir de una muestra recogida en Port Lincoln,[14] su nombre específico es el adjetivo latino intermedia «intermedio».[15]

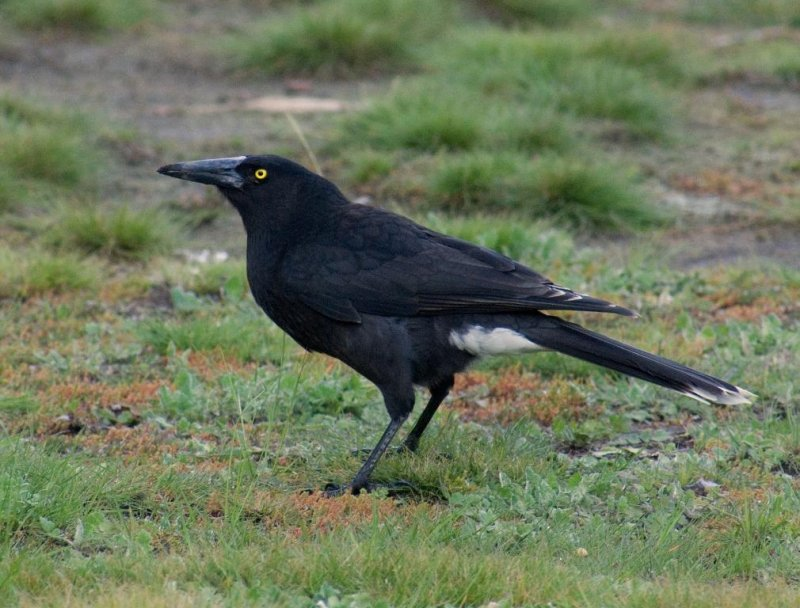
S. v arguta de Tasmania tiene el plumaje hollín negro.

- S. v arguta, el más oscuro de la raza, es de la isla de Tasmania[12] y se conoce localmente como urraca negra.[16] Sharpe lo llamó el Tasmania Hill-Crow.[14] Fue descrito por primera vez por John Gould en 1846.[17] El nombre específico es el adjetivo latino argūtus «agudo/punzante», «ruido» o «melodioso».[18] Más grande y más pesado que la subespecie nominal, tiene alas, cola, pico y tarso más largos.[19]

- S. v melanoptera, se distribuye desde el oeste de Victoria, la región The Mallee al sur de Australia y al oeste de la cordillera del monte Lofty. Puede ser difícil de distinguir del verdugo pio y el verdugo fuliginoso a cualquier distancia.[12] Es de tamaño similar y forma a la subespecie nominal, tiene un tono más oscuro, plumaje de color marrón negruzco y carece de las marcas blancas de las alas. Las aves de gran parte del oeste de Victoria son a menudo intermediarios entre este y la subespecie nominal, con marcas parciales blancas en las alas. Del mismo modo, en la parte occidental de su área de distribución en el sur de Australia son intermedias con las subespecies del oeste y también tienen algunas manchas más pálidas.[19] Nombrado por John Gould en 1846,[17] su nombre específico se deriva de la palabra griega melano - «negros» y pteron «alas».[20] El ornitólogo Dean Amadón observó que las aves del noroeste de Victoria eran más ligeras en el plumaje que las de Australia del Sur, y tentativamente les clasifica como una subespecie separada howei. Sin embargo, señaló que justifica una mayor investigación,[21] y las autoridades posteriores no han reconocido las poblaciones como separadas.[12]

- S. v halmaturina se limita a la isla Canguro.[12] Una subespecie de plumaje oscuro, tiene un pico más estrecho que la subespecie nominal, y es más ligera en peso.[13] El nombre específico es el adjetivo halmaturina «de canguro Isla».[15] Fue nombrado por primera vez por Gregorio Mathews en 1912.

- S. v plumbea se encuentra en el oeste de Australia del Sur y el extremo sudoeste de hacia el oeste del Territorio del Norte en Australia Occidental.[12] Se conoce coloquialmente como «Squeaker» por el sonido de su llamada.[22] Nombrado por Gould en 1846,[17] su nombre específico es el adjetivo latino plumbeus «plomo».[23] Muy similares en plumaje de la subespecie nominal, difiere en su grueso, pico curvo más abajo. El plumaje de base es variable, pero tiende a ser un poco más oscuro y posiblemente más marrón con tintes de la subespecie nominal.[13] Amadón señaló que una muestra de los rangos Everard en el noroeste de Australia del Sur era más grande y más pálido que otros ejemplares de plumbea . A pesar de que consideró que estas aves australianas centrales como subespecie separada Centralia, admitió que se sabía muy poco.[21] Se han considerado parte de plumbea posteriormente.[13]

## Descripción

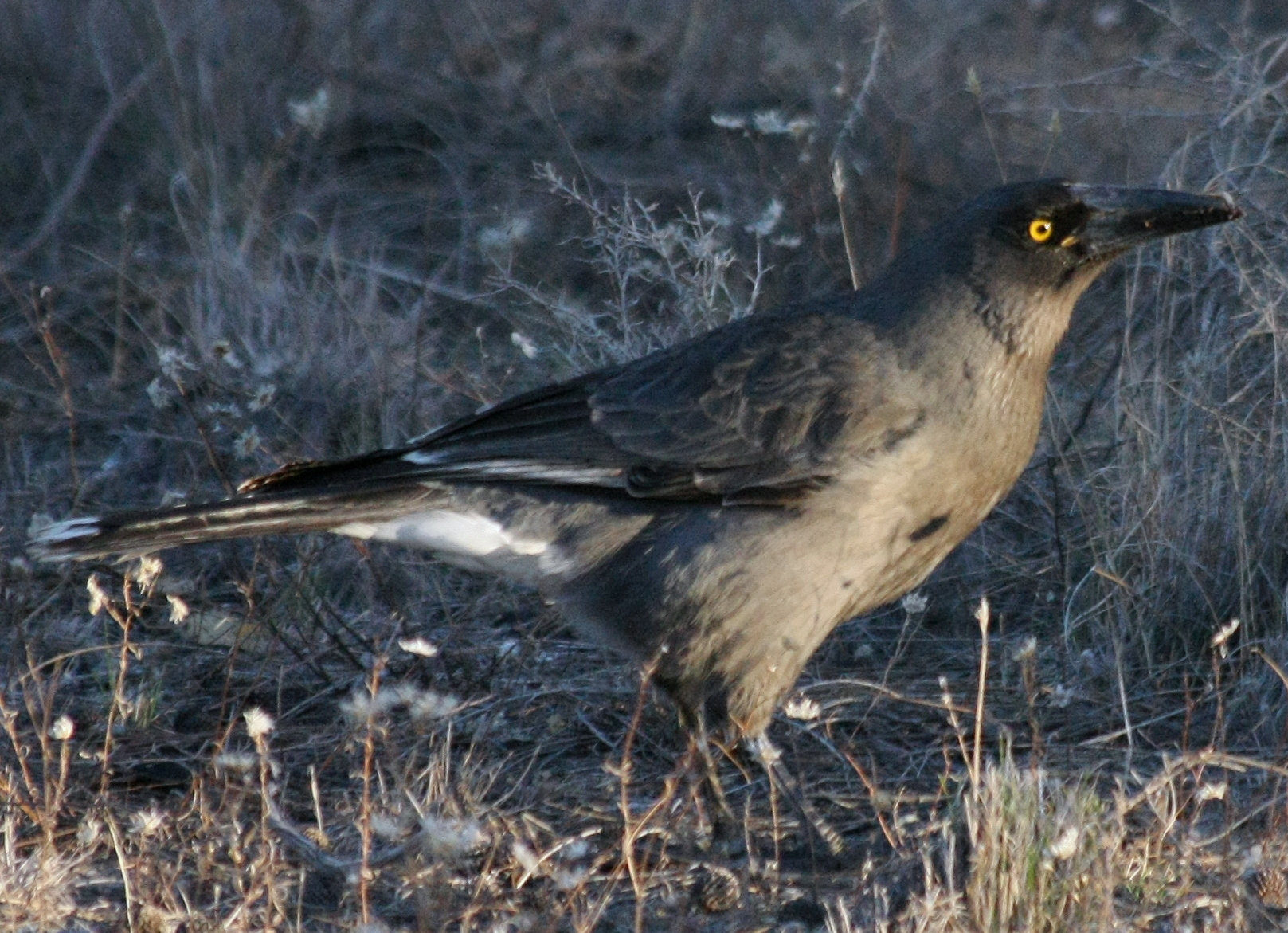
S. v. plumbea tiene el pico más grueso y más curvado hacia abajo que otras subespecies.

Es un ave más grande y esbelta que su pariente más común el verdugo pio, los rangos en las aves adultas son de 44 a 57 cm de longitud, con un promedio de alrededor de 52 cm, la envergadura varía de 72 a 85 cm, alrededor de 78 cm en promedio, tiene un peso medio de alrededor de 350 g. Los adultos de la subespecie de Tasmania promedian alrededor de 440 g. El macho es ligeramente más grande en promedio que la hembra, pero los rangos de tamaño y peso se solapan en su mayoría. En general, es un ave de color gris oscuro con blanco en las alas, las coberteras, la base de la cola y más visible, en la punta de la cola. Tiene los ojos amarillos. Los orbitales (anillo ocular) y las patas son de color negro, mientras que el pico va desde negro grisáceo a negro. El plumaje en general varía según la subespecie. La subespecie nominal versicolor y plumbea son de color gris pizarra, mientras que melanoptera e intermedia son de color marrón negruzco, arguta de Tasmania y halmaturina tienen un negro hollín. El tamaño de la mancha blanca en el ala también varía, siendo grandes y fáciles de ver en versicolor, plumbea, intermedia y arguta, pero no existen o es distinta en melanoptera y halmaturina.